# 墨西哥城地鐵8號線
墨西哥城地鐵8號線（西班牙語：Línea 8 del Metro de la Ciudad de México）是墨西哥城地鐵第8條路線，全長20.08公里，共19個車站，以淺綠色標示。